# Viés da normalidade
O viés da normalidade é um viés cognitivo que leva as pessoas a desacreditar ou minimizar os avisos de ameaça. Consequentemente, os indivíduos subestimam a probabilidade de um desastre, quando este os poderá afetar e os seus potenciais efeitos adversos. O viés da normalidade faz com que muitas pessoas não se preparem adequadamente para desastres naturais, crashes de mercado e calamidades causadas por erros humanos. Cerca de 80% das pessoas demonstram, segundo relatos, um viés da normalidade durante um desastre.
O viés da normalidade pode-se manifestar em resposta a alertas sobre desastres e catástrofes reais. Tais eventos podem variar em escala, desde incidentes como colisões de trânsito até riscos catastróficos globais. O evento pode envolver fenómenos socialmente construídos, como a perda de dinheiro em crashes do mercado, ou ameaças diretas à continuidade da vida, como em desastres naturais como um tsunami ou a violência numa guerra.
O viés da normalidade também foi chamado de paralisia da análise, efeito avestruz, e pelos socorristas, pânico negativo. O oposto do viés da normalidade é a reação exagerada, ou viés do pior cenário, em que pequenos desvios da normalidade são tratados como sinais de uma catástrofe iminente.

## Fases
Amanda Ripley, autora de "Impensável: Quem Sobrevive aos Desastres e Porquê", identifica padrões comuns de resposta de pessoas em desastres e explica que existem três fases de resposta: "negação, deliberação e o momento decisivo". Em relação à primeira fase, descrita como "negação", Ripley descobriu que as pessoas provavelmente negariam que um desastre estivesse a acontecer. Leva tempo para o cérebro processar informações e reconhecer que um desastre é uma ameaça. Na fase de "deliberação", as pessoas precisam de decidir o que fazer. Se uma pessoa não tem um plano em vigor, isto causa um problema sério, pois os efeitos do stresse com risco de vida no corpo (por exemplo, visão de túnel, exclusão auditiva, dilatações do tempo, experiências extracorpóreas ou habilidades motoras reduzidas) limitam a capacidade do indivíduo de perceber informações e fazer planos. Ripley afirma que na terceira e última fase, descrita como o "momento decisivo", a pessoa deve agir de forma rápida e decisiva. Não fazê-lo pode resultar em ferimentos ou morte. Ripley explica que quanto mais rápido alguém conseguir passar pelas fases de negação e deliberação, mais rápido chegará ao momento decisivo e começará a agir.

## Exemplos

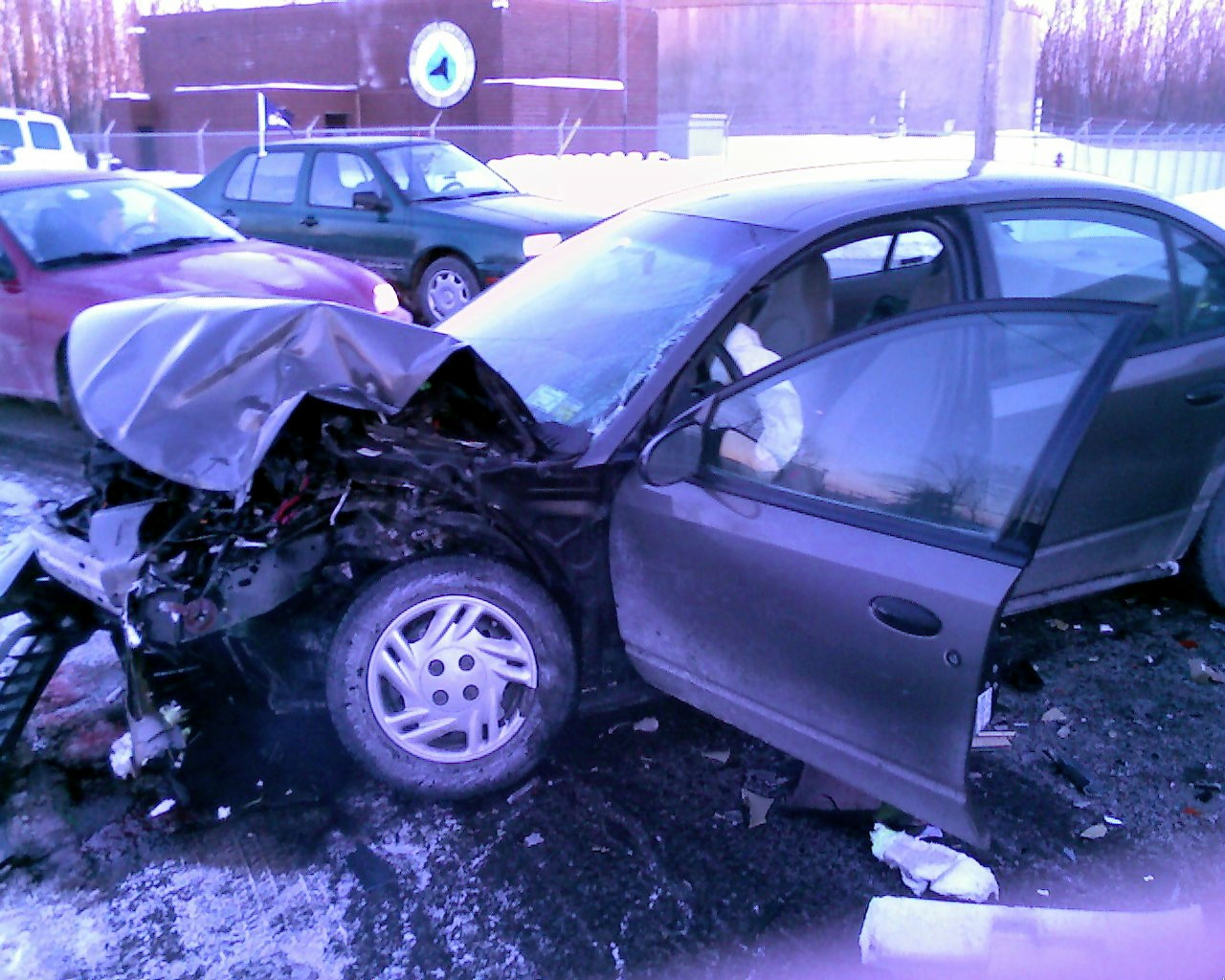
O viés da normalidade pode ocorrer durante acidentes de viação

O jornalista David McRaney escreveu que "o viés da normalidade flui para o cérebro, independentemente da escala do problema. Ele aparecerá quer você tenha dias e bastante aviso, quer seja apanhado de surpresa com apenas alguns segundos entre a vida e a morte." Pode-se manifestar em fenómenos como acidentes de carro. Acidentes de carro ocorrem com muita frequência, mas o indivíduo médio vivencia-os apenas raramente, ou nunca. Também se manifesta em conexão com eventos da história mundial. De acordo com um estudo de 2001 do sociólogo Thomas Drabek, quando as pessoas são solicitadas a sair em antecipação a um desastre, a maioria consulta quatro ou mais fontes de informação antes de decidir o que fazer. O processo de check-in, conhecido como "milling", é comum em desastres.
Isto pode explicar por que milhares de pessoas  recusaram-se a deixar Nova Orleães quando o furacão Katrina se aproximava e por que pelo menos 70% dos sobreviventes do 11 de setembro falaram com outras pessoas antes de evacuar. Os funcionários da White Star Line não fizeram preparativos suficientes para evacuar os passageiros do Titanic e as pessoas recusaram ordens de evacuação, possivelmente porque subestimaram as probabilidades de um cenário de pior caso e minimizaram o seu impacto potencial. Da mesma forma, especialistas ligados à central nuclear de Fukushima estavam fortemente convencidos de que um colapso de múltiplos reatores nunca poderia ocorrer.
Um polícia aposentado observou na Police Magazine que os membros dessa profissão "viram vídeos de polícias feridos ou mortos enquanto lidavam com uma situação ambígua, como a antiga, de um pai com a sua filha pequena numa operação stop". No vídeo mencionado, "o polícia ignora vários sinais de ameaça... porque o agressor fala carinhosamente sobre a sua filha e brinca sobre como sua minivan está lotada. O polícia parece reagir apenas às interações positivas, ignorando os sinais negativos. É quase como se o polícia estivesse a pensar: 'Bem, eu nunca fui brutalmente agredido antes, então certamente não vai acontecer agora'. Ninguém se surpreende ao final do vídeo, quando o polícia é violentamente atacado, incapaz de apresentar uma defesa eficaz". Esta falha profissional, observa o site, é consequência do viés da normalidade.
O viés da normalidade, escreveu David McRaney, "é frequentemente considerado nas previsões de fatalidade em tudo, desde naufrágios a evacuações de estádios". Filmes de desastre, acrescenta, "erram tudo. Quando você e outros são avisados do perigo, você não evacua imediatamente gritando e agitando os braços". McRaney observa que, no livro Big Weather, o caçador de tornados Mark Svenvold discute "o quão contagioso o viés da normalidade pode ser. Ele  lembrou-se de como as pessoas frequentemente tentavam convencê-lo a relaxar enquanto fugia da desgraça iminente. Mesmo quando alertas de tornado eram emitidos, as pessoas presumiam que era problema de outra pessoa. Os colegas que detinham a participação, disse ele, tentavam envergonhá-lo até a negação para que pudessem permanecer calmos. Eles não queriam que ele esvaziasse as suas tentativas de se sentirem normais".

## Causa hipotética
O viés da normalidade pode ser causado, em parte, pela maneira como o cérebro processa novos dados. Investigações sugerem que, mesmo quando o cérebro está calmo, leva 8 a 10 segundos para processar novas informações. O stresse retarda o processo e, quando o cérebro não consegue encontrar uma resposta aceitável para uma situação, ele fixa-se numa solução única e, às vezes, padrão, que pode ou não ser correta. Uma razão evolutiva para esta resposta pode ser que a paralisia dá ao animal uma chance maior de sobreviver a um ataque e que os predadores têm menos probabilidade de ver uma presa que não está a mover-se.

## Efeitos
Cerca de 80% das pessoas demonstram viés da normalidade em desastres. O viés de normalidade tem sido descrito como "um dos vieses mais perigosos que temos". A falta de preparação para desastres frequentemente leva a abrigos, suprimentos e planos de evacuação inadequados. Mesmo quando tudo isso está em vigor, indivíduos com viés da normalidade frequentemente recusam-se a sair de casa.
O viés da normalidade pode fazer com que as pessoas subestimem drasticamente os efeitos do desastre. Portanto, as pessoas pensam que estarão seguras, mesmo que informações do rádio, da televisão ou dos vizinhos lhes dêem razões para acreditar que há um risco. O viés da normalidade causa uma dissonância cognitiva que as pessoas devem então trabalhar para eliminar. Alguns conseguem eliminá-la recusando-se a acreditar em novos avisos e recusando-se a evacuar (mantendo o viés da normalidade), enquanto outros eliminam a dissonância escapando do perigo. A possibilidade de algumas pessoas se recusarem a evacuar causa problemas significativos no planeamento de desastres.

## Prevenção
Os efeitos negativos do viés da normalidade podem ser combatidos através das quatro fases de resposta a catástrofes: 
- preparação, incluindo o reconhecimento público da possibilidade de desastre e a formulação de planos de contingência.
- aviso, incluindo a emissão de avisos claros, inequívocos e frequentes e ajudando o público a entendê-los e acreditar neles.
- impacto, estágio em que os planos de contingência entram em vigor e os serviços de emergência, equipes de resgate e equipes de socorro em desastres trabalham em conjunto.
- consequências, restabelecendo o equilíbrio após o fato, fornecendo suprimentos e ajuda aos necessitados.